# Manuel Torres
Manuel Vicente „Cholo” Torres Morales (ur. 25 listopada 1978 w Panamie) – panamski piłkarz występujący na pozycji obrońcy.

## Kariera klubowa
Torres zawodową karierę rozpoczynał w 1998 roku w klubie Árabe Unido. W 1999 roku oraz w 2001 roku zdobył z nim mistrzostwo Panamy, a w 2002 roku wywalczył wicemistrzostwo Panamy. W 2004 roku odszedł do San Francisco FC. W 2005 roku wywalczył z nim wicemistrzostwo Panamy, w 2006 roku mistrzostwo Panamy, w 2007 roku wicemistrzostwo Apertura oraz mistrzostwo Clausura, w 2008 roku oraz w 2009 roku mistrzostwo Apertura, a w 2010 roku wicemistrzostwo Clausura.

## Kariera reprezentacyjna
W reprezentacji Panamy Torres zadebiutował w 2000 roku. W 2007 roku został powołany do kadry na Złoty Puchar CONCACAF. Zagrał na nim w spotkaniu ze Stanami Zjednoczonymi (1:2), w którym dostał czerwoną kartkę. Tamten turniej Panama zakończyła na ćwierćfinale.
W 2009 roku po raz drugi znalazł się w drużynie na Złoty Puchar CONCACAF. Wystąpił na nim w pojedynkach z Meksykiem (1:1), Nikaraguą (4:0) oraz ze Stanami Zjednoczonymi (1:1, 1:2 po dogrywce), a Panama ponownie odpadła z turnieju w ćwierćfinale.